# Andropogoneae
Andropogoneae é uma tribo da subfamília Panicoideae.

## Gêneros
- Subtribo das Andropogoninae :

Agenium, Anadelphia, Andropogon, Andropterum, Apluda, Apocopis, Arthraxon, Asthenochloa, Bhidea, Bothriochloa, Capillipedium, Chrysopogon, Chumsriella, Clausospicula, Cleistachne, Cymbopogon, Dichanthium, Diectomis, Digastrium, Diheteropogon, Dimeria, Dybowskia, Eccoilopus, Elymandra, Eremopogon, Erianthus, Eriochrysis, Euclasta, Eulalia, Eulaliopsis, Exotheca, Germainia, Hemisorghum, Heteropogon, Homozeugos, Hyparrhenia, Hyperthelia, Hypogynium, Imperata, Ischaemum, Ischnochloa, Iseilema, Kerriochloa, Lasiorhachis, Leptosaccharum, Lophopogon, Microstegium, Miscanthidium, Miscanthus, Monium, Monocymbium, Narenga, Parahyparrhenia, Pleiadelphia, Pobeguinea, Pogonachne, Pogonatherum, Polliniopsis, Polytrias, Pseudanthistiria, Pseudodichanthium, Pseudopogonatherum, Pseudosorghum, Saccharum, Schizachyrium, Sclerostachya, Sehima, Sorghastrum, Sorghum, Spathia, Spodiopogon, Thelepogon, Themeda, Trachypogon, Triplopogon, Vetiveria, Ystia
- Subtribo das Rottboelliinae :

Chasmopodium, Coelorachis, Elionurus, Eremochloa, Glyphochloa, Hackelochloa, Hemarthria, Heteropholis, Jardinea, Lasiurus, Lepargochloa, Loxodera, Manisuris, Mnesithea, Ophiuros, Oxyrhachis, Phacelurus, Pseudovossia, Ratzeburgia, Rhytachne, Robynsiochloa, Rottboellia, Thaumastochloa, Thyrsia, Urelytrum, Vossia